# Пятилетка (Минская область)
Пятиле́тка — деревня в Смолевичском районе Минской области Республики Беларусь. Входит в состав Пекалинского сельсовета. Расположена недалеко от дороги Р69. Рядом с деревней находится военная часть.

## События
26 октября 2009 в 21:35 потерпел аварию российский самолет «Фалькон» (авиакомпания «С-Эйр»), вылетевший из Внуково-3 (должен был приземлиться в Национальном аэропорту «Минск»). Обломки самолёта, принадлежавшего российской авиакомпании «С-Эйр», обнаружили в 22:44 возле деревни, в четырёх километрах от взлетно-посадочной полосы, на территории Драчковского лесничества. Катастрофа причинила немалый ущерб лесу: на месте происшествия много поваленных деревьев, земля залита керосином. От огня деревья не пострадали. Пламя не успело распространиться к приезду пожарных.